# Louis Richard François Dupont
Louis Richard Francois Dupont, né en avril 1731 à Montfiquet et mort en 1765 à Rouen, est un peintre français.